# 初级农业生产合作社
初级农业生产合作社，简称初级社。初级社是20世纪50年代农业合作化运动（1949年-1956年）产物，是高级农业生产合作社（集体农庄）的初期形式。在这个阶段，农民根据土地改革时分配的土地产权入股合作社，土地交由合作社統一經營，在按劳分配的同时，也按股份分配。是一种小规模、半私有制的农村集体经济组织。在中共中央的号召下，至1956年底参加初级社的农户占总农户的96.3％。